# Embajador de buena voluntad
Un embajador de buena voluntad es una persona que aboga por una causa específica o un problema global sobre la base de su notoriedad como figura pública. Los embajadores de buena voluntad generalmente entregan buena voluntad al promover ideales de una entidad a otra, o a una población. El término debe distinguirse del concepto relacionado de embajador de marca, que desempeña un papel en la promoción de una empresa o producto a través de la interacción personal. Un embajador de buena voluntad puede ser una persona de un país que reside o viaja a otro país, en una misión diplomática (o misión de amistad internacional) a nivel de pares; es decir: país a país, estado a estado, ciudad a ciudad o como representante emisario intermedio de las personas de una organización específica o grupo cultural, como una tribu indígena o población de enclave.
Los embajadores de buena voluntad han sido parte de gobiernos y países durante el tiempo que ha existido la diplomacia. Representan a sus electores viajando al extranjero intercambiando o entregando regalos, al tiempo que sensibilizan sobre su causa o propósito a través de actividades de relaciones públicas y organización de eventos. Los embajadores de buena voluntad son responsables de brindar ayuda humanitaria, implementar programas públicos y brindar asistencia para el desarrollo para demostrar benevolencia y compasión entre las partes. La mayoría de las veces, los estados-nación y las organizaciones utilizan celebridades conocidas como actores, músicos, científicos, escritores, expolíticos y otras figuras de la alta sociedad; pero también involucran a civiles y funcionarios del gobierno para cumplir el papel.
Las misiones de buena voluntad de las naciones generalmente son llevadas a cabo o supervisadas por el jefe de Estado, pero no necesariamente involucran credenciales diplomáticas oficiales más allá de una carta de presentación o cartas de patente. Sin embargo, algunos países, como Haití, emiten credenciales que incluyen inmunidad diplomática para embajadores de buena voluntad y las organizaciones a veces emiten una credencial de servicio civil o identificación internacional.

## Uso en los gobiernos
La mayoría de los gobiernos tienen embajadores de buena voluntad nombrados o conocidos implícitamente que promueven los objetivos del país o gobierno, habitualmente sin promover agendas políticas.[cita requerida]
Los gobiernos de los países a menudo reconocen al cónyuge de un presidente, gobernador, primer ministro o monarca como embajadores de buena voluntad, como la primera dama de los Estados Unidos, el duque de Edimburgo en el Reino Unido y el Enviado Especial para Mujeres y Niños en Belice, todos formalmente reconocidos o conocidos como embajadores nacionales de buena voluntad. 
Los estados de Estados Unidos tienen programas de reconocimiento del servicio civil que designan embajadores de buena voluntad de manera honorable y oficial que son responsables de promover el turismo, el desarrollo económico, los eventos culturales y la prosperidad del estado en general. Entre esos títulos están el de Coronel de Kentucky (establecido en 1813), Coronel de Tennessee, Comodoro de Rhode Island, Almirante de Nebraska, miembro de la Orden del Pino Long Leaf (en Carolina del Norte), Viajero de Arkansas, Rosa Amarilla de Texas y Sagamore of the Wabash (en Indiana).

## Uso en organizaciones internacionales
Una amplia gama de organizaciones emplea embajadores de buena voluntad para promover sus programas y llegar a otros en función de las relaciones de buena voluntad y la benevolencia. Existen organizaciones supragubernamentales como la Unión Africana y la Unión Europea y organizaciones internacionales no gubernamentales como la UICN y la Organización Internacional para las Migraciones. Los embajadores de buena voluntad también son utilizados por organizaciones sociales y de la sociedad civil como Rotary International, el Comité Olímpico Internacional y la organización de embajadores de buena voluntad Globcal International, que proporciona capacitación práctica, nombramientos internacionales y nominaciones para aquellos que se convierten en miembros.
Varias agencias de las Naciones Unidas nombran y emplean celebridades populares para defender sus misiones, incluidas la FAO, ONUSIDA, PNUD, Programa de las Naciones Unidas para el Medio Ambiente (PNUMA), Fondo de Población de las Naciones Unidas (UNFPA), Oficina de Naciones Unidas contra la Droga y el Delito (UNODC), Embajadores de buena voluntad de Unicef (Unicef), Alto Comisionado de las Naciones Unidas para los Refugiados (Acnur), Unesco, Programa Mundial de Alimentos (PMA), Organización Mundial de la Salud (OMS), ONU Mujeres y Organización Marítima Internacional (OMI). Todos tienen embajadores de buena voluntad designados oficialmente por la ONU. El más grande de estos programas de las Naciones Unidas es la Unicef, que cuenta con más de 100 embajadores en todo el mundo designados por país o región. Las Naciones Unidas comenzaron a utilizar embajadores de buena voluntad para promover sus misiones en 1954. El primero fue el actor estadounidense Danny Kaye. La embajadora de buena voluntad contemporánea más famosa de la actualidad ha sido la actriz estadounidense Angelina Jolie, quien actualmente se desempeña profesionalmente como Enviada Especial del ACNUR.

### Programas de premios de la sociedad civil
Numerosas organizaciones gubernamentales y no gubernamentales emplean embajadores de buena voluntad siguiendo la práctica de honrar a las personas con premios que denotan el estado y las funciones del embajador de buena voluntad. Se otorgan premios por buenas relaciones, recaudación de fondos, actos de filantropía y reconocimiento por defensa de causas. Algunos ejemplos de tal reconocimiento son el comediante Trevor Noah, que recibió un Premio de Embajador de Buena Voluntad de Sudáfrica en 2015, la actriz Alex Okoroji, que recibió un Premio de Embajador de Buena Voluntad de Nigeria en 2017, y el Premio de Embajador de Buena Voluntad Steve Irwin Memorial que se estableció en 2007. La ex primera dama de Nigeria, Patience Jonathan se convirtió en embajadora de buena voluntad después de recibir el Premio al Embajador de Buena Voluntad de África en Los Ángeles en 2008.